# Guy Drut
Guy Drut (* 6. Dezember 1950 in Oignies) ist ein französischer Olympiasieger in der Leichtathletik und Politiker.
Drut war einer der weltbesten Hürdensprinter der 1970er Jahre. Bei den Olympischen Spielen 1972 in München gewann er über 110 Meter Hürden in 13,34 Sekunden die Silbermedaille hinter Rodney Milburn aus den USA. Der Europameister von 1974 gewann dann bei den Olympischen Spielen 1976 in Montréal die Goldmedaille in 13,30 Sekunden.
Von 1974 bis 1976 wurde er dreimal von der Sportzeitung L’Équipe zu Frankreichs Sportler des Jahres („Champion des champions“) gewählt.
Von 1996 bis 2005 war Guy Drut Mitglied des IOC. In jenem Jahr verurteilte ihn ein französisches Gericht zu einer auf Bewährung ausgesetzten Haftstrafe von 15 Monaten, da er Gelder für die Vertretung politischer Interessen angenommen hatte. Infolgedessen suspendierte ihn das IOC zeitweise. In einer umstrittenen Aktion amnestierte ihn Präsident Jacques Chirac bereits 2006.

## Politik
Nach seiner aktiven Laufbahn engagierte Drut sich politisch und amtierte als Jugend- und Sportminister in der konservativen Regierung von Alain Juppé von 1995 bis 1997. 2002 wurde er als Abgeordneter der Union pour un mouvement populaire im Département Seine-et-Marne in die Nationalversammlung gewählt und gehörte dem Parlament bis 2007 an. Ihm folgte als Abgeordneter Franck Riester.